# Luigi Ferdinando Marsigli

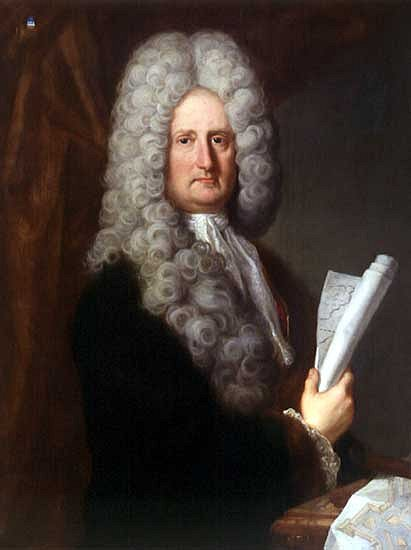
Luigi Ferdinando Marsigli

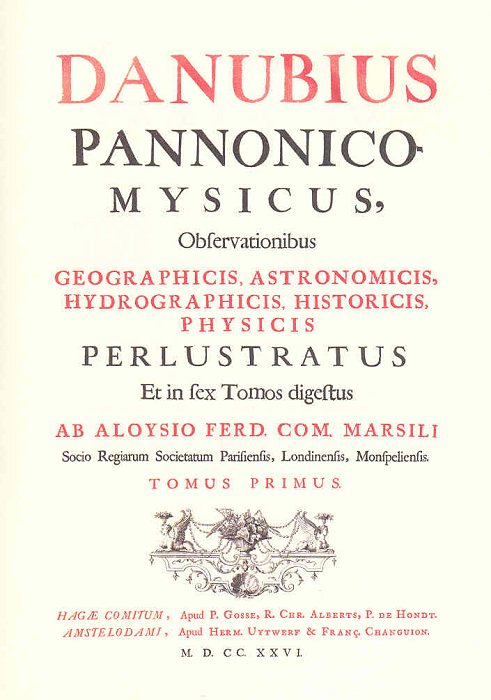
Titelblatt des ersten Bandes von Danubius Pannonico-Mysicus (1726)

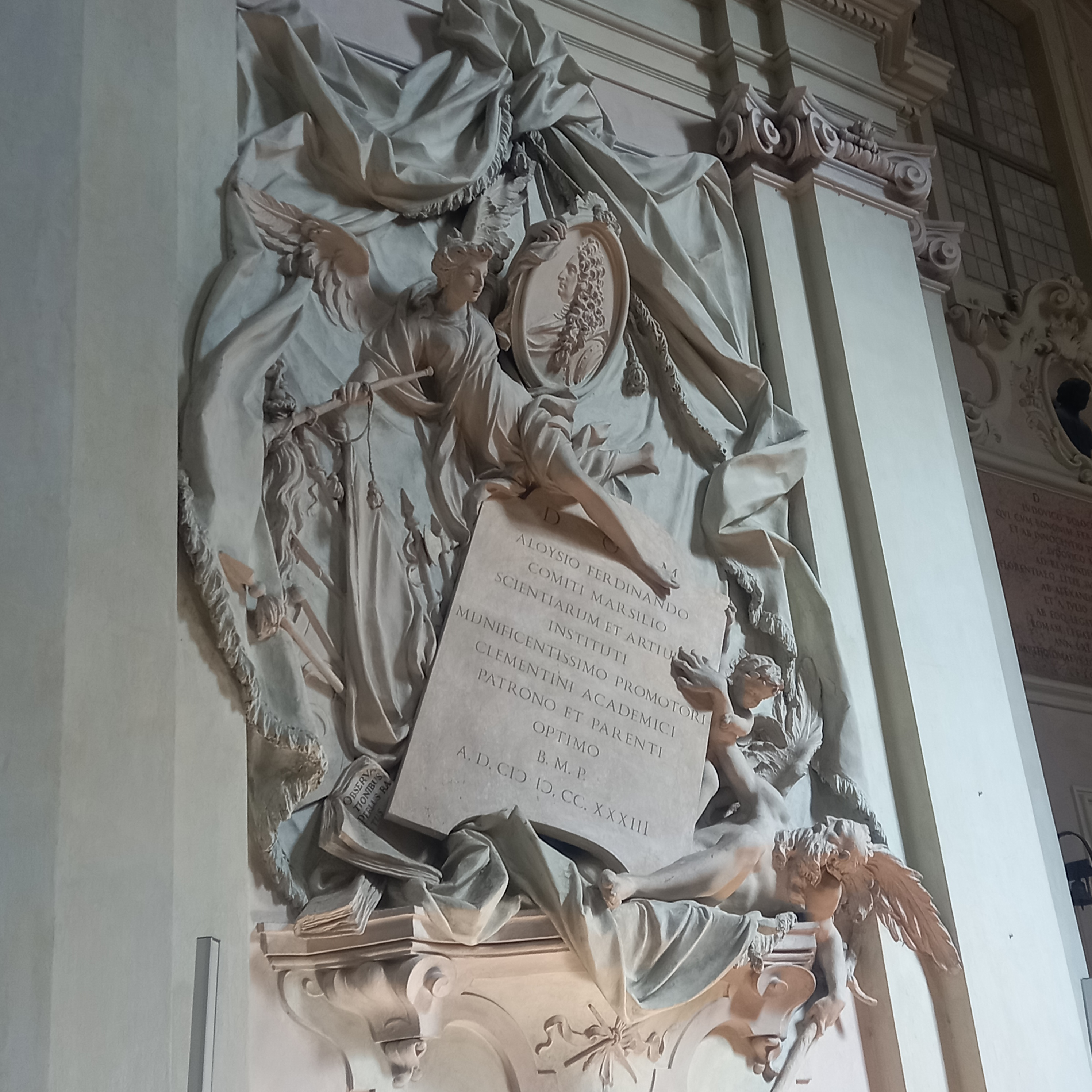
Das Grab von Luigi Ferdinando Marsigli in der Kirche von San Domenico in Bologna

Luigi Ferdinando Marsigli, auch Marsili oder Marsilius (* 10. Juli 1658 in Bologna; † 1. November 1730 ebenda), war ein italienischer Soldat und Gelehrter. Sein offizielles botanisches Autorenkürzel lautet „L.Marsili“. Er gilt als Pionier der Ozeanographie.

## Leben
Seine Eltern waren Carlo Marsigli und dessen Ehefrau, die Contessa Margerita Ercolani.
Marsigli studierte bis 1674 in Padua und Bologna Mathematik und Naturwissenschaften. Danach reiste er durch Italien (Besteigung des Vesuvs) und nach Konstantinopel (1679).
Marsigli diente ab 1681 als Ingenieuer-Offizier und Kartograph auf österreichischer Seite in den Türkenkriegen und geriet 1683 beim Bau von Feldbefestigungen bei Raab schwer verletzt in türkische Gefangenschaft. Er wurde als Sklave verkauft und im Belagerungsheer von Wien als Küchengehilfe und Kaffeekoch verwendet. Dabei nutzte er die Gelegenheit, das osmanische Heerwesen zu studieren. Nach neun Monaten wurde er freigekauft. Anschließend leitete er die Befestung mehrerer westungarischer Städte. Im Feldzug von 1685 kämpfte er beim Entsatz von Gran und 1686 bei der Belagerung von Ofen. Dort konnte er einen großen Teil der dortigen Handschriftenbibliothek erbeuten und in seine eigene Bibliothek einbringen. 1688 gehörte er zu den Planern der Belagerung von Belgrad. 1689 wurde er zum Obersten ernannt und wiederholt für diplomatische Missionen herangezogen, so 1691/92 nach Konstantinopel. 1693 erhielt er das Infanterieregiment No. 59. Nach den Verhandlungen zum Friedensschluss von Karlowitz wurde er zum kaiserlichen Bevollmächtigten für die Grenzziehung zwischen Österreich, Venedig und dem Osmanischen Reich ernannt. Diese Aufgabe beschäftigte ihn von 1699 bis 1701, in dieser Zeit wurde er am 4. Januar 1700 zum Generalwachtmeister ernannt.
Während des spanischen Erbfolgekriegs war Marsigli Unterkommandant (stellvertretender Kommandeur) der Festung Altbreisach unter Johann Philipp von Arco. Als er 1703 nahezu kampflos die Festung an Ludwig von Frankreich, Herzog von Burgund übergab, um so das Leben seiner Soldaten zu schonen, wurde er durch ein kaiserliches Kriegsgericht des Landesverrats angeklagt, 1704 degradiert und unehrenhaft aus der Armee entlassen.
Danach widmete er sich ausschließlich der Wissenschaft, besonders der Geologie, der Astronomie und der Ozeanografie. Er bereiste zu naturwissenschaftlichen Untersuchungen die Schweiz (1705 mit seinem Sekretär Johann Scheuchzer), England und Südfrankreich, in der Folge hielt er sich meist in Bologna auf. Aus dem wissenschaftlichen Kreis, welcher sich um Marsigli gebildet hatte, entstand 1714 die Academia delle Scienze dell’Istituto di Bologna, an deren Gründung er beteiligt war.
Marsigli starb am 1. November 1730 im Alter von 72 Jahren in Bologna. Testamentarisch vermachte er seine Bibliothek und eine reichhaltige Sammlung an Instrumenten, Mineralien und antiken Kunstwerken der Stadt Bologna, welche sie dann später im Palazzo Poggi Wissenschaftlern zur Verfügung stellte.

## Forschung
In Konstantinopel wies er 1679 durch Messungen nach, dass salzarmes Wasser an der Oberfläche aus dem Schwarzen Meer durch den Bosporus ins Mittelmeer strömt und salzigeres Wasser in der Tiefe in umgekehrter Richtung. Diese Ergebnisse veröffentlichte er 1681 in Rom. 1726 veröffentlichte er in Amsterdam und Den Haag eine sechsbändige, mit 288 Kupferstichen illustrierte Monographie über den Donauraum, seine Geschichte und Geographie. Von 1706 bis 1708 war er in der südfranzösischen Küstenregion und unternahm meereskundliche Studien von einem Schiff aus. Dabei entdeckte er Küstenstrukturen (Schelf) unter Wasser und Meeres-Canyons. 1725 erschien sein Buch über Meereskunde. Im selben Jahr untersuchte er den Gardasee, was aber erst 1930 publiziert wurde.
Von ihm stammt ein wesentlicher Beitrag zur Vorgeschichte der geologischen Karte. Als Militäringenieur war er ein erfahrener Kartograph. 1726 veröffentlichte er eine Karte der Bergbaugebiete in Ungarn und 1717 eine Karte der Gipsvorkommen in der Umgebung von Bologna, wobei er schon von den sichtbaren Aufschlüssen zum vermuteten unterirdischen Verlauf der Formationen Rückschlüsse zog.
Marsigli entfachte durch seine Experimente mit alkoholischer Gärung kontroverse Diskussionen, da er mit ihnen die Unmöglichkeit der Urzeugung zu beweisen versuchte. Zusammen mit Giovanni Maria Lancisi veröffentlichte er 1714 die Dissertatio de Generatione Fungorum ... in der beide entschieden der seit der Antike verbreiteten Ansicht widersprechen, Pilze entstünden aus Fäulnis, wobei das Myzel ein Zwischenstadium zwischen verfaulenden Pflanzen und den Pilzen sei.
Im Gebiet der Astronomie machte sich Marsigli insbesondere durch seine Förderung der Sternwarte Specola in Bologna verdient, die er hervorragend ausstattete und interessierten jungen Forschern zur Verfügung stellte.

## Ehrungen
Am 25. November 1691 wurde Marsigli als Mitglied („Fellow“) in die Royal Society gewählt. 1699 wurde er in die Académie royale des sciences aufgenommen.
Carl von Linné widmete ihm die Gattung Marsilea der Pflanzenfamilie der Kleefarngewächse (Marsileaceae). Der in den 1920ern entdeckte Unterwasservulkan Marsili wurde nach ihm benannt.

## Schriften (Auswahl)
- Osservazioni intorno al Bosforo Tracio overo canale di Constantinopoli rappresentate in lettera alla sacra real maesta di Cristina regina die Svezia. Rom 1681 (Digitalisat).
- Dissertazione epistolare del fosforo minerale ossia della pietra illuminabile Bolognese. [1702] (Digitalisat).
- Dissertatio de generatione fungorum. Rom 1714 (Digitalisat).
- Histoire physique de la mer, ouvrage enrichi de figures dessinées d’après le naturel. Amsterdam 1725 (Digitalisat).
- Danubius Pannonico-Mysicus, observationibus geographicis, astronomicis, hydrographicis, historicis, physicis, perlustratus, et in VI Tomos digestus. 6 Bände, 1726 (Digitalisate als PDFs).
- Stato militare dell’imperio ottomanno, incremento e decremento del medesimo. 2 Teile, Den Haag / Amsterdam 1732 (Teil 1, Teil 2).

Reprints
- Histoire physique de la mer. Linosprint, Bologna 1999 (Repr. d. Ausg. Amsterdam 1725)
- Danubius Pannonico-Mysicus. Observationibus geographicis, astronomicis, hydrographicis, historicis, physicis perlustratus. Vízügyi Múzeum, Budapest 2004, ISBN 963-217-033-4 (Repr. d. Ausg. Den Haag 1726)
- Stato militare dell'Imperio Ottomanno. ADEVA, Graz 1972, ISBN 3-201-00769-2 (Repr. d. Ausg. Den Haag 1732)

Weitere
- Bevanda asiatica. Trattello sul caffè. Edizione Salerno, Rom 1998, ISBN 88-8402-236-3.
- Lettere. Liguori, Bologna 1978, ISBN 88-207-0731-4 (hrsg. von Ornella Moroni)
- Ragguaglio della schiavitú.Salerno Edizione, Rom 1996, ISBN 88-8402-186-3.